# Đội tuyển Fed Cup Singapore
Đội tuyển Fed Cup Singapore đại diện Singapore ở giải đấu quần vợt Fed Cup và được quản lý bởi Hiệp hội Quần vợt Singapore. Đội hiện tại thi đấu ở Nhóm II khu vực châu Á/châu Đại Dương.

## Lịch sử
Singapore tham dự kì Fed Cup đầu tiên vào năm 1989. Thành tích tốt nhất của đội là thứ 9 ở Nhóm I khu vực châu Á/châu Đại Dương năm 2007.